# 瓦茨拉夫·哈韦尔 (皮划艇运动员)
瓦茨拉夫·哈韦尔（捷克語：Václav Havel，1920年10月5日—1979年12月14日），捷克男子皮划艇运动员。他曾代表捷克斯洛伐克参加1948年夏季奥林匹克运动会皮划艇比赛，获得男子双人划艇10000米银牌。